# 周家水库 (营口)
周家水库是中国辽宁省营口市大石桥市境内的一座水库，位于大清河二级支流上，建于1965年。水库正常库容为530万立方米，集雨面积为42平方千米，海拔为12.5米。